# Ding Dong Merrily on High
Ding Dong Merrily on High è una celebre carola di Natale tradizionale, scritta da George Ratcliffe Woodward (1848-1934), che la pubblicò nel 1924 in The Cambridge Carol-Book: Being Fifty-two Songs for Christmas, Easter, And Other Seasons. Molto più antica è la melodia: si tratta di una melodia popolare francese pubblicata nel 1588 col titolo Bransle l'Officiale da Jehan Tabourot (1519-1593) in un trattato sulla danza, intitolato Orchésographie; la melodia è stata poi riarrangiata da Charles Wood e, successivamente, da David Willcocks.
La canzone è nota per il ritornello Gloria, Hosanna in Excelsis!

## Testo
Il testo è di carattere religioso e si compone di tre strofe:
Ding dong! merrily on high in heav'n the bells are ringing:

Ding dong! verily the sky is riv'n with Angel singing.

Gloria, Hosanna in excelsis!

Gloria, Hosanna in excelsis!
E'en so here below, below, let steeple bells be swungen,

And "Io, io, io!" by priest and people sungen.

Gloria, Hosanna in excelsis!

Gloria, Hosanna in excelsis!
Pray you, dutifully prime your Matin chime, ye ringers;

May you beautifully rime your Evetime Song, ye singers.

Gloria, Hosanna in excelsis!

Gloria, Hosanna in excelsis!